# Barbara Thompson
Barbara Thompson (Oxford, 1944. július 27. – ?, 2022. július 9.) angol dzsesszzenész, szaxofonista.

## Élete
A londoni Royal College of Music konzervatóriumban klarinétot, furulyát-, zongorát és klasszikus zeneszerzést tanult.
A New Jazz Orchestra, a Barbara Thompson’s Paraphernalia együttes, az United Jazz + Rock Ensemble és a  Colosseum zenekar tagja volt.

## Diszkográfia

### Solo/Paraphernalia
- Barbara Thompson’s Jubiaba Barbara Thompson, 1978
- Paraphernalia Barbara Thompson’s Paraphernalia, 1978
- Wilde Tales Barbara Thompson’s Paraphernalia, 1979
- Paraphernalia Live, Barbara Thompson’s Paraphernalia, 1980
- Mother Earth Barbara Thompson, 1982
- Pure Fantasy Barbara Thompson’s Paraphernalia, 1984
- Live im Berliner Metropol-Theater Barbara Thompson’s Paraphernalia, 1985
- Heavenly Bodies Barbara Thompson, 1986
- A Cry From The Heart Barbara Thompson’s Paraphernalia, 1988
- Songs From The Center Of The Earth Barbara Thompson, 1990
- Breathless Barbara Thompson’s Paraphernalia, 1991
- Everlasting Flame Barbara Thompson’s Paraphernalia, 1993
- Barbara Song Barbara Thompson and the Medici String Quartet, 1995
- Lady Saxophone Barbara Thompson’s Paraphernalia, 1995
- Shifting Sands Barbara Thompson’s Paraphernalia, 1998
- Thompson’s Tangos and other soft Dances Barbara Thompson’s Paraphernalia, 2000
- In the Eye of a Storm Barbara Thompson’s Paraphernalia, 2003
- Never say goodbye Barbara Thompson’s Paraphernalia, 2005
- Chapter and Verse The Best of Barbara Thompson’s Paraphernalia, 2005

### Colosseum
- Valentyne Suite, 1969
- Daughter of Time, 1970
- LIVE05, 2007
- Time On Our Side, 2014

### Barbara Thompson/Rod Argent
- Ghosts, 1982
- Shadow Show, 1985

### További
- Angle Howard Riley Trio, 1968
- Michael Gibbs Michael Gibbs, 1970
- Little Big Band Keef Hartley Band, 1971
- Kaleidoscope Of Rainbows Neil Ardley, 1976
- The Roaring Silence von Manfred Mann’s Earth Band, 1976
- Harmony of the Spheres Neil Ardley, 1978
- Tell Me On a Sunday Marti Webb, 1979
- Chance Manfred Mann’s Earth Band, 1980
- Cool Cat Jeff And Friends Wohlgenannt, 1983
- 2006 Manfred Mann, 2006

## Díjak
- A Brit Birodalom Rendje

## Fordítás
- Ez a szócikk részben vagy egészben a Barbara Thompson című német Wikipédia-szócikk fordításán alapul.  Az eredeti cikk szerkesztőit annak laptörténete sorolja fel. Ez a jelzés csupán a megfogalmazás eredetét és a szerzői jogokat jelzi, nem szolgál a cikkben szereplő információk forrásmegjelöléseként.